# Тезаврація
Тезавра́ція, або тезаврування (грец. thesauros — скарб) — 
1. вилучення дорогоцінних металів, монет та банкнот із обігу з метою накопичення, а не отримання доходів, в очікуванні зростання їх вартості чи отримання прибутку у майбутньому;
2. накопичення дорогоцінних металів (у вигляді зливків, монет, ювелірних виробів) приватними власниками у вигляді скарбу чи страхових фондів. В сучасних умовах тезаврація обумовлена бажанням застрахувати капітал і заощадження від інфляційного знецінення;
3. створення золотого запасу держави.